# Tipula (Lunatipula) trunca
Tipula (Lunatipula) trunca is een tweevleugelige uit de familie langpootmuggen (Tipulidae). De soort komt voor in het Palearctisch gebied.